# Bahnstrecke Nuits-sous-Ravières–Châtillon-sur-Seine
| Die um die Jahrhundertwende zweigleisige Strecke im Bahnhof Sainte-Colombe-sur-Seine, Blickrichtung Châtillon |                      |                                                      |                                                      |
| Streckennummer (SNCF): | 839 000              |                                                      |                                                      |
| Kursbuchstrecke (SNCF): | 257 (PLM)            |                                                      |                                                      |
| Streckenlänge: | 35,4 km              |                                                      |                                                      |
| Spurweite: | 1435 mm (Normalspur) |                                                      |                                                      |
| Maximale Neigung: | 11,4 ‰               |                                                      |                                                      |
| Zweigleisigkeit: | ehemals ja           |                                                      |                                                      |
| |                      |                                                      |                                                      |
| \| \| \| Bahnstrecke Paris–Marseille von Gare de Lyon \| \| \| \| \| Bahnstrecke Avallon–Nuits-sous-Ravières von Avallon \| \| \| \| \| \| \| \| \| 224,76 0,0 \| Nuits-sous-Ravières \| 195 m \| \| \| ~0,3 \| Bahnstrecke Paris–Marseille nach Paris \| Bahnstrecke Paris–Marseille nach Paris \| \| \| 0,7 \| Armançon \| Armançon \| \| \| 1,4 \| Canal de Bourgogne (25 m) \| Canal de Bourgogne (25 m) \| \| \| ~7,7 \| Militäranschluss \| Militäranschluss \| \| \| 8,8 \| Jully \| 251 m \| \| \| 12,1 \| Sennevoy \| 233 m \| \| \| ~14,7 \| Grenze Département Yonne / Côte-d’Or \| Grenze Département Yonne / Côte-d’Or \| \| \| ~16,7 \| D 953 (ehem. RN 453) \| D 953 (ehem. RN 453) \| \| \| 19,0 \| Laignes \| 214 m \| \| \| 22,7 \| Marcenay \| 222 m \| \| \| 26,5 \| Poinçon \| 226 m \| \| \| 28,9 \| Cérilly-Bouix \| 228 m \| \| \| 33,0 \| Seine (88 m) \| Seine (88 m) \| \| \| \| Bahnstrecke Saint-Julien–Gray von Troyes \| \| \| \| 33,5 \| Sainte-Colombe-sur-Seine \| 224 m \| \| \| \| Bahnstrecke Dijon–Chatillon (CDCO) von Dijon \| \| \| \| 35,4 233,1 \| Châtillon-sur-Seine \| 224 m \| \| \| \| Bahnstrecke Saint-Julien–Gray nach Gray \| \| \| \| \| Bahnstrecke Chaumont–Châtillon-sur-Seine nach Bricon \| \| |                      |                                                      |                                                      |
| |                      | Bahnstrecke Paris–Marseille von Gare de Lyon         |                                                      |
| Strecke von links (außer Betrieb) · Kreuzung geradeaus unten · Strecke quer |                      | Bahnstrecke Avallon–Nuits-sous-Ravières von Avallon  | Bahnstrecke Avallon–Nuits-sous-Ravières von Avallon  |
| Strecke nach links · Abzweig geradeaus und von rechts |                      |                                                      |                                                      |
| Bahnhof | 224,76 0,0           | Nuits-sous-Ravières                                  | 195 m                                                |
| Abzweig geradeaus und ehemals nach links | ~0,3                 | Bahnstrecke Paris–Marseille nach Paris               | Bahnstrecke Paris–Marseille nach Paris               |
| Brücke über Wasserlauf | 0,7                  | Armançon                                             | Armançon                                             |
| Brücke über Wasserlauf | 1,4                  | Canal de Bourgogne (25 m)                            | Canal de Bourgogne (25 m)                            |
| Abzweig geradeaus und ehemals nach rechts | ~7,7                 | Militäranschluss                                     | Militäranschluss                                     |
| ehemaliger Haltepunkt / Haltestelle | 8,8                  | Jully                                                | 251 m                                                |
| ehemaliger Bahnhof | 12,1                 | Sennevoy                                             | 233 m                                                |
| Grenze | ~14,7                | Grenze Département Yonne / Côte-d’Or                 | Grenze Département Yonne / Côte-d’Or                 |
| Bahnübergang | ~16,7                | D 953 (ehem. RN 453)                                 | D 953 (ehem. RN 453)                                 |
| Dienststation / Betriebs- oder Güterbahnhof | 19,0                 | Laignes                                              | 214 m                                                |
| ehemaliger Haltepunkt / Haltestelle | 22,7                 | Marcenay                                             | 222 m                                                |
| Dienststation / Betriebs- oder Güterbahnhof | 26,5                 | Poinçon                                              | 226 m                                                |
| ehemaliger Haltepunkt / Haltestelle | 28,9                 | Cérilly-Bouix                                        | 228 m                                                |
| Brücke über Wasserlauf | 33,0                 | Seine (88 m)                                         | Seine (88 m)                                         |
| Abzweig geradeaus und von links |                      | Bahnstrecke Saint-Julien–Gray von Troyes             | Bahnstrecke Saint-Julien–Gray von Troyes             |
| Dienststation / Betriebs- oder Güterbahnhof | 33,5                 | Sainte-Colombe-sur-Seine                             | 224 m                                                |
| U-Bahn-Strecke von rechts (außer Betrieb) · Strecke |                      | Bahnstrecke Dijon–Chatillon (CDCO) von Dijon         | Bahnstrecke Dijon–Chatillon (CDCO) von Dijon         |
| U-Bahn-Kopfbahnhof Streckenende · Dienststation / Betriebs- oder Güterbahnhof | 35,4 233,1           | Châtillon-sur-Seine                                  | 224 m                                                |
| Abzweig geradeaus und nach rechts |                      | Bahnstrecke Saint-Julien–Gray nach Gray              | Bahnstrecke Saint-Julien–Gray nach Gray              |
| Strecke |                      | Bahnstrecke Chaumont–Châtillon-sur-Seine nach Bricon | Bahnstrecke Chaumont–Châtillon-sur-Seine nach Bricon |

Die Bahnstrecke Nuits-sous-Ravières–Châtillon-sur-Seine ist eine eingleisige, normalspurige, nicht elektrifizierte Eisenbahnstrecke in Frankreich. Sie verbindet in Südwest–Nordost–Richtung die von Paris kommenden Bahnstrecke Paris–Marseille in Richtung Dijon und Lyon mit der dazu parallel laufenden Bahnstrecke Saint-Julien–Gray. Die Strecke ging 1864 in Betrieb und dient seit 1938 ausschließlich dem Güterverkehr. Sie gehört zum Inventar der nationalen Eisenbahngesellschaft und wird von der SNCF betrieben.

## Geschichte

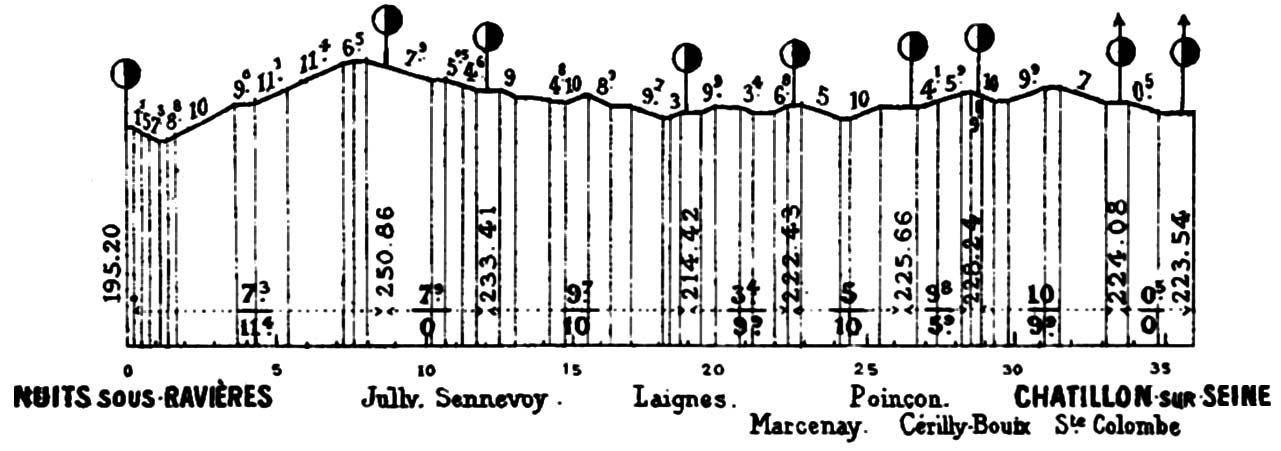
Streckenprofil

Die Compagnie des chemins de fer de Paris à Lyon et à la Méditerranée erhielt am 11. April 1857 und zwei Monate später endgültig die Genehmigung, die Strecke zu bauen und zu betreiben. Das soeben gegründete Unternehmen bemühte sich in dieser zentralen Region Frankreichs, ein engmaschiges Netz von Eisenbahninfrastruktur aufzubauen. Der Staat garantierte dafür eine 4%ige Verzinsung und Tilgung des aufgewendeten Kapitals für die Zeit von 50 Jahren. Sie wurde im Sommer 1864, offensichtlich am 26. September 1864, eröffnet.
Diese Strecke lag am äußersten nordöstlichen Rand des Wirkunggebietes der PLM und grenzte mit Übergang an das Gebiet den vor allem in Lothringen und dem Elsass operierenden ebenfalls privaten Chemins de fer de l’Est. Auf dem knapp zwei Kilometer langen Teilstück Sainte-Colombe-sur-Seine–Châtillon-sur-Seine teilten sie die beiden Eisenbahngesellschaften die Infrastruktur. Der etwas außerhalb des Ortes liegende Bahnhof von Sainte-Colombe-sur-Seine wurde von der EST mit Eröffnung der Bahnstrecke Saint-Julien–Gray 1866 eingeweiht. Das zweite Gleis für die ganze Strecke von Nuits bis Colombe kam 1879 hinzu uns wurde nach dem Zweiten Weltkrieg wieder abgebaut.